# Общественное сознание
Обще́ственное созна́ние (нем. gesellschaftliche Bewusstsein) — в марксизме: отражение общественного бытия; совокупность общественных представлений, присущих определённой эпохе.
Общественное сознание отражает в сущности и само состояние конкретного общества. Общественное сознание нередко противопоставляется индивидуальному сознанию как то общее, что содержится в сознании каждого человека как члена общества. Общественное сознание является составной частью надстройки и выражает его духовную сторону. В советской философии особенно акцентировалась идея того, что общественное сознание «активно» отражает общественное бытие, то есть преобразовывает его. Оно, складываясь из сознаний составляющих общество людей, не является его простой суммой, а обладает некоторыми системными свойствами, не сводимыми к свойствам индивидуального сознания. Выделяют различные формы общественного сознания.

## История термина
Истоки представления об общественном сознании восходят к Гегелю, который, однако, вместо данного термина использовал понятие Абсолютный Дух. Термин «общественное сознание» (gesellschaftliche Bewußtsein) встречается в работе «Манифест коммунистической партии» (1848 год). Также термин «общественное сознание» употребляется Лениным в 1895 году (Полное собрание сочинений, том 2, страница 482) и окончательно закреплён и введён в научный оборот Богдановым. В русскоязычной литературе термин иногда используется для экспликации понятия Эмиля Дюркгейма «коллективное сознание» (фр. Conscience collective).
В современной российской философии формы общественного сознания нередко заменяются на духовные сферы.

## Формы общественного сознания
Обычно называют шесть форм общественного сознания:
- Искусство (художественное сознание)[6]
- Наука[7] (в том числе философия)
- Мораль[8]
- Правосознание (право)[9]
- Религия — на ранних этапах развития человечества всеобщая форма общественного сознания, зародившаяся около 40—50 тыс. лет назад[10]
- Идеология (политическое сознание) — наивысшая форма общественного сознания[нет в источнике][11]

Формы общественного сознания зависят от жизни, устройства социальных институтов, организации процесса познания и так далее. Поэтому они всегда тесно связаны с определённого типа общественными отношениями: экономическими, политическими, нравственными, эстетическими, отношениями между членами научного сообщества и другое.
Каждой форме общественного сознания: науке, философии, мифологии, политике, религии и так далее — соответствуют специфические формы знания.
Советский философ Василий Петрович Тугаринов насчитывал лишь 4 формы общественного сознания: искусство, мораль, науку и философию, а к числу уровней относил идеологию и общественную психологию.

## Субъект общественного сознания
Большую теоретическую проблему представляет вопрос о том, кто же является носителем, субъектом общественного сознания. Является ли общество или какая-либо его часть таким субъектом, который способен принимать решения, иметь определённую эмоциональную жизнь, воспроизводить подобных себе носителей сознания? В определённом смысле можно говорить о субъективных свойствах не только каждого отдельного человека, но и более общих групп людей (класс, национальность, государство, человечество). Но при этом следует помнить, что идеальное как мыслительный процесс не может быть присуще ни обществу в целом, ни какой-то отдельной общественной группе. Сознание как таковое является исключительным свойством личного бытия. Общество, через родителей и ближайшее окружение ребёнка развивает его сознание, в котором, таким образом, собственное бытие всегда связано с бытием некоторой более общей группы. В каждой культуре создается символика, так или иначе заставляющая личность жить интересами общности, испытывать радости и переживания по поводу её успехов и неудач. Вне такого объединения сознательная жизнь человека не только теряет высший смысл, но попросту невозможна. Хотя сама личность силой мышления способна модифицировать собственное сознание, но известные в истории философских идей попытки построить своё бытие как совершенно независимое от общества всегда демонстрировали свою несостоятельность.
Социально-исторические общности людей могут выглядеть как субъекты, способные принимать решения. Например, государства принимают решения о начале или окончании войны, классы ведут борьбу, выбирают эффективные формы её осуществления. Хотя решения, в конечном итоге, принимаются ограниченным кругом лиц или даже отдельными людьми, но в развитой общественной структуре они связаны достаточно жёсткими регламентирующими их действия правилами — конституцией государства, законами, положениями и нормами, а также моралью. В то же время, на данном этапе развития общества, на общественное сознание оказывают большое влияние средства массовой информации, посредством которых можно существенно модифицировать общественное сознание.
Большим вопросом, касающимся специфики общественного сознания в целом, является вопрос о том, как соотносятся субъективные свойства личности и общности, какие из своих субъективных свойств и каким образом (добровольно или вынужденно) личность передаёт органам, представляющим общность, имеющим право говорить от её имени.

## Уровни общественного сознания
Структура общественного сознания очень сложна: прежде всего, в нём выделяют уровни — обыденно-практический и научно-теоретический. Подобный аспект рассмотрения общественного сознания можно назвать гносеологическим, поскольку он показывает глубину проникновения субъекта познания в объективную реальность. Как известно, обыденно-практическое сознание менее структурировано, более поверхностно, чем научно-теоретическое. Общественное сознание на обыденно-практическом уровне проявляет себя как общественная психология, на научно-теоретическом уровне — как идеология. Следует подчеркнуть, что идеология — это не всё научно-теоретическое сознание, а только та его часть, которая носит классовый характер.